# Strada europea E502
La E502 è una strada europea che collega Le Mans a Tours.

## Percorso
La E502 è definita con i seguenti capisaldi di itinerario: "Le Mans - Tours".